# Línea Amalgam

Cosplay de Dark Claw.

La línea Amalgam (‘Amalgama’) fue un sello editorial de cómics producido en conjunto entre las dos grandes editoras estadounidenses DC Comics y Marvel Comics. Dichas publicaciones presentaban nuevos personajes que eran "amalgamas" de personajes de las dos compañías. Por ejemplo, Dark Claw era la amalgama entre Batman (DC Comics) y Wolverine (Marvel Comics).
Esta serie de cómic aparecieron por primera vez en 24 números (12 editados por Marvel y 12 por DC) entre los capítulos 3 y 4 del crossover entre compañías DC vs Marvel/Marvel vs DC. Un segundo set de 12 volúmenes apareció posteriormente un año después como consecuencia de la miniserie DC/Marvel: All Access.
The Official Handbook of the Marvel Universes 2005 designa el Universo Amalgama como la Tierra número 9602.

## Origen en la ficción
Los dos universos llegaron a conocerse durante la miniserie DC vs Marvel/Marvel vs DC cuando la encarnación de sus respectivos universos (conocidos como “Los Hermanos”) llegaron a conocer la existencia del otro después de millones de años de permanecer dormidos. Para prevenir que los Hermanos se destruyeran uno al otro, los habitantes de cada universo pelearon para determinar cual universo debería de sobrevivir. Los ganadores de las batallas fueron determinados por votos en línea de los fanes. Axel Asher, un personaje creado exclusivamente para el evento (registrado en conjunto por Marvel y DC), sirve como una puerta de acceso que puede viajar entre los universos.
Cuando las batallas concluyeron, ningún universo estaba dispuesto a desaparecer. Para prevenir la destrucción total, El Espectro y el Tribunal Viviente crearon un universo al margen donde solamente Axel Asher y el Dr. Strangefate sabían la verdad. 
Posteriormente, Axel Asher, ahora conocido como Access, maneja por separado a los Hermanos con la ayuda de los héroes amalgamados, antes de unirse, él plantó las llaves de los universos en Batman y Capitán América, y él las descubrió en Dark Claw (Batman y Wolverine) y en Super-Soldier (Superman y Capitán América). Él usó a estos para llamar al Espectro y al Tribunal con el poder para restaurar los universos. Batman, Capitán América y Access usaron estas para hacer que los Hermanos regresaran los universos a la normalidad.

## Personajes amalgamados
Durante el evento, partes de DC fueron unidas con partes de Marvel, ya sea personajes, equipos o lugares como una sola parte, normalmente ellos tenían algo entre sí por ejemplo, personajes creados por un mismo autor como Fantastic Four y los Challengers of the Unknown ambos creados por Stan Lee o personajes con habilidades similares como Namor y Aquaman (Los personajes Acuáticos por excelencia de ambas compañías). Los nombres que les asignaron a estos nuevos personajes fueron ingeniosas combinaciones (Como Super-Soldier combinación de Superman y Capitán América en alusión al suero del súper soldado, la sustancia que dio vida al Capitán América), o Bat-Thing, la amalgama de Man-Bat y Man-Thing; o Shatterstarfire, la combinación de Shatterstar y Starfire).

## Historia de la publicación
Durante dos semanas, Marvel y DC publicaron los Amalgam Comics. Durante la publicación, las compañías trataron de mostrar el nuevo universo como que si siempre hubiera existido, dando una historia ficticia de hechos transcurridos a lo largo de su existencia desde la Era de Oro de los cómics haciendo guiños y referencias de eventos como the Secret Crisis of the Infinity Hour (la amalgama de Secret Wars, Crisis on Infinite Earths, El Guantelete del Infinito y Zero Hour), incluyendo una versión amalgamada de la portada de Crisis on Infinite Earths N.º 7. Los cómics tienen las referencias de diversas publicaciones donde los lectores podían leer las supuestas viejas historias de estos personajes.

## Ficción Histórica
Action and Suspense Comics: uno de los supuestamente primeros cómics en aparecer durante la Primera Guerra Mundial con el Sgt. Rock (Amalgam comics), y fue después integrado dentro del All-Star Winners cómics hasta terminar la Segunda Guerra Mundial. La serie empieza después de 1917 con 50 números producidos inicialmente después reciclados como un esfuerzo para la guerra. Es una amalgama de Action Comics y Tales of Suspense
All-Star Winners Comics: Dentro de la era de Oro de los Cómics de Amalgam el All-Star Winners Squadron y presumiblemente The Young Comandos. La serie inicia entre 1941 y 1942, finaliza cuando cambia de nombre a Super Soldier Action. En este cómic aparecieron entre otros American Belle, The Whiz y Human Lantern debutando posteriormente Brooklyn Barnes. Es una Amalgama de All Star Comics (DC) y All-Winners Comics (Marvel)
Amalgam 2099: mencionado in Spider-Boy Team Up #1, es un Amalgam Comics equivalente con Marvel 2099, presentando The Legion of Galactic Guardians y brevemente a Spider-Boy.
Bonghunters Special: A Lobo the Duck especial presentando al Doctor Bongface.
Dare the Terminator: La serie que presentó a Dare The Terminator y Catsai antes de sus aventuras en Assassins #1, enfrentado a The Big Question. La serie cuenta con alrededor de 200 números antes de ser integrada dentro de la serie de Assassins. Extraordinarios eventos ocurrieron en estas páginas como la formación del equipo de Catsai y Dare en el número #168 inicia la serie "Tombstone the revanche", Dare pierde sus ojos en una pelea iniciada por Deadeye in el #13 y sufre experimentos por parte de The Big Question en el #3
Dark Claw: The Murder Gag: Es una Novela Gráfica existente en esta continuidad. Es presentado Bruce Wayne (Agent of the S.H.I.E.L.D.) viajando a New Gotham City y uniéndose con Dark Claw para detener a Hyena. En este se pudo ver el fin de Jason Todd como Moonwing. Este Amalgam equIvale a The Killing Joke, con elementos de A Death In The Family.
Elsewhat If: El universo Alterno de Amalgam muestra aquí diferentes caminos de sus personajes. Fantásticas historias ocurren en estas páginas. Este combina elementos de Elseworlds de DC con What If? de Marvel Comics.
Giant-Sized Bat-Thing: Bat-Thing continua sus historias en esta serie, con Lobo the Duck como una presentación posterior.
Marine Mystery: Desde la Edad de Oro de los cómics es presentado el origen de Aqua Mariner.
Mighty Amazons: Presentando el Amalgam Comics equivalente de Amazon, Shatterstarfire brevemente apareció en esta serie en el #34 para después cambiarse al grupo X-Patrol.
My Great Astonishment: Una de las series de la Edad de Plata, presentando a the Challengers of the Fantastic. Fue en esta serie donde Tino Lumpkin inició los Challenger. El nombre combina My Greatest Adventure con Tales to Astonish.
Showcase of Suspense: una serie donde aparece Iron Lantern.
- 1 - La muerte de Rhomann Sur y la emergencia de Iron Lantern
- 27 - El próximo de 5700, apareciendo el Iron Lantern 5700
- 75 - una batalla con Madame Sapphire
- 84 - El Otro Iron Lantern, debut of Green Guardsman.

Este es una amalgama de Showcase de DC Comics y Tales of Suspense de Marvel.
Sleuth Comics: El debut de Dark Claw en el número #27. este es un Amalgam Comics equivalente a Detective Comics, donde Batman aparece por primera vez.
Strange Tales of the Unexpected: La edad de plata de los Cómics. Es una reimpresión con la presentación del origen de Challengers of the Fantastic y de Un-People, donde uno de sus miembros Dream Crystal se enamora de Johnny "Red" Storm. Seleccionado de la reimpresión de Challengers of the Fantastic #1. Una amalgam de Marvel: Strange Tales, y por DC, Tales of the Unexpected
Strange Tales of War: Un thriller detectivesco introduciendo a Hydra y a S.H.I.E.L.D. en el Mundo de Amalgam Comics. Una amalgama de Strange Tales de Marvel y Weird War Tales de DCs.
Tales to Astonish: Uno de los más viejos cómics, presentando a Thorion y los Nuevos Dioses. 
Tales of Strangefate: El debuts del Dr. Strangefate, Jade Nova, White Witch, y Skulk. Los villanos de la serie incluyen a Mephistanus y Baron Wotan, quienes son mencionados al final del cómic: Dr. Strangefate #1. Es otro juego de palabras del ya mencionado Strange Tales.

### Volumen 1 (1996)
DC Comics
- Supersoldier #1 (Superman/Capitán América)
- Legends of the Dark Claw #1 (Batman/Wolverine)
- Amazon #1 (Mujer Maravilla/Storm)
- JLX #1 (X-men /JLA)
- Assasins #1 (Catwoman/Elektra, Deathstroke/Daredevil)
- Doctor Strangefate #1 (Doctor Strange/Dr. Fate)

Marvel Comics
- Spider Boy #1 (Superboy clon/Spider-Man clon)
- Bruce Wayne Agent of the Shield #1 (Bruce Wayne /Nick Fury)
- Speed Demon #1 (Flash/Ghost Rider/Etrigan, El Demonio)
- Bullets and Bracelets #1(Diana Prince, Frank Castle/Punisher)
- Magneto and the Magnetic Men #1(Magnus/Magneto, Metal Men/Hermandad de Mutantes Malvados)
- X-Patrol #1(Doom Patrol/Teen Titans/X-Factor)

### Volumen 2 (1997)
DC Comics
- Super-Soldier: Man Of War #1 (Superman/JSA/Captain America/Invaders)
- Bat-Thing #1 (Man Thing/Man Bat)
- Dark Claw Adventures #1 (Wolverine/Batman)
- JLX Unleashed #1 (XMEN/JLA)
- Lobo the Duck #1 (Lobo/Howard the Duck)
- Generation Hex #1 (Generation X/Varios personajes de Westerns)

Marvel Comics
- Spider Boy Team-up #1 (Spiderman/Superboy, Legión de Súper Héroes/Guardianes de la Galaxia, Marvel 2099)
- Challengers of The Fantastic #1 (Challengers of the Unknown/Fantastic Four)
- Iron Lantern#1 (Linterna Verde/ Iron Man)
- Magnetic Men Featuring Magneto #1 (Magnus/Magneto, Metal Men/Hernandad de Mutantes Malvados)
- Thorion of the News Asgods #1 (Orión/Thor)
- Exciting X-Patrol #1 (Doom Patrol/Teen Titans/X-Factor)

## Post Amalgam Comics
Entre los dos Set de publicación fue publicado un segundo Crossover, la miniserie All- Acces. En ella se explicó que el universo Amalgam pudo sobrevivir y existía dentro del personaje Access, apareciendo Amalgam Volumen 2 de 1997, se especuló que podrían aparecer la línea Amalgam de manera mensual o bien cada año con 12 nuevos cómics mostrando más aspectos de este universo y nuevas combinaciones, mismo que fue descartado con la aparición de la miniserie Unlimited Access en 1998, donde se explica que Access es el responsable de los diversos crossovers que han existido entre Marvel y DC, y a pesar de los rumores y de la petición de muchos lectores es muy poco probable que vuelva a aparecer de nueva cuenta la línea Amalgam.